# パドマナーバプラム
座標: 北緯8度14分 東経77度20分 / 北緯8.23度 東経77.33度
パドマナーバプラム（タミル語: பத்மநாபபுரம்、英語: Padmanabhapuram）は、インド南部のタミル・ナードゥ州カンニヤークマリ県にある都市。

## 概要
パドマナーバプラムは、イギリス統治下では1795年までトラヴァンコール藩王国の首都であった。トラヴァンコール藩王国の首都は、王であったダルマ・ラージャによって1795年にティルヴァナンタプラムに移されたが、現在でも王宮が当時の姿をとどめている。

## 地理
| 県外 - チェンナイまで 738km - ティルッチラーッパッリまで 419km - マドゥライまで 277km - コーヤンブットゥールまで 467km | 県内 - カンニヤークマリまで 35km - ナーガルコーイルまで 16km - クリットゥライまで 10km - コラッチャルまで 13km |

## 政治
パドマナーバプラム選挙区では、2001年の州議会議員選挙ではAIADMKのK・P・ラージェーンドラ・プラサッドが僅差で当選したが、2006年の州議会議員選挙ではDMKのT・テオダール・レギナルドが当選した。